# كتيبة بانزر الثقيلة 502
كتيبة الدبابات الثقيلة 502 (بالألمانية: "schwere Panzerabteilung 502")n كانت كتيبة دبابات ألمانية ثقيلة خلال الحرب العالمية الثانية. كانت الكتيبة الوحدة الأولى التي تتسلم وتدخل دبابات تايجر 1. قاتلت على الجبهة الشرقية. كانت واحدة من أنجح كتائب الدبابات الألمانية الثقيلة، مدعية تدمير 1400 دبابة و 2000 مدفع. كان أوتو كاريوس، أحد أفضل أبطال الدبابات الألمانية منتسبا فيها.

## تشكيل
تم تشكيل كتيبة بانزر الثقيلة 502 في 25 مايو 1942 في بامبرغ من كتيبة تدريب بانزر الخامسة والثلاثين (بالألمانية: Panzer-Ersatz-Abteilung 35). في 23 يوليو، أمر هتلر بإرسال أول دبابات من طراز تايجر 1 إلى جبهة لينينغراد. أصبحت الكتيبة 502 الوحدة الأولى التي تحصل على دبابات تايجر 1 أس  عندما تم إرسال أربعة منها إلى الوحدة في 19 و20 أغسطس 1942 والتي كانت مجهزة تجهيزًا جزئيًا فقط قبسرية واحدة (دعت اللوائح الألمانية إلى كتيبة دبابات ثقيلة من ثلاث سرايا، بعدد إجمال 45 دبابة). في 29 أغسطس 1942 وصلت الفرقة إلى جبهة لينينغراد.

## عمليات

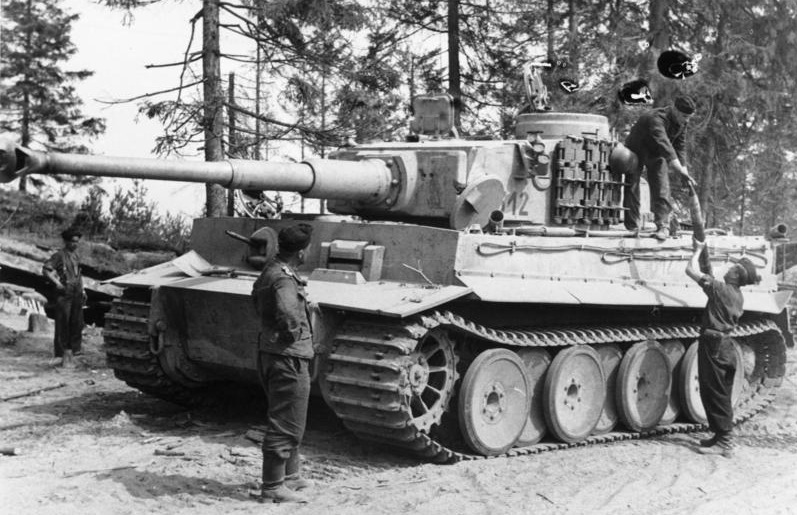
دبابة تايجر الثقيلة من الكتيبة بالقرب من بحيرة لادوغا، أغسطس 1943

أستخدمت الكتيبة دبابة تايجر 1 في القتال لأول مرة في 16 سبتمبر 1942  جنوب بحيرة لادوغا بالقرب من لينينغراد. في 22 سبتمبر، بعد عبور الجسر، غاصت دبابة تايجر في الطين، وبسبب نيران العدو لم يتمكنو من استعادة الدبابة على الرغم من عدد من المحاولات؛ تم تدمير الدبابة في 25 نوفمبر لمنع العدو من الاستيلاء عليها. كانت هذه أول خسارة إجمالية لدبابة تايجر 1. العديد من دبابات تايجر وبانزر-3 في 25 سبتمبر وتم استخدامها لتجهيز السرية الأولى بالكامل. تم غرسال المزيد من دبابات تايجر 1 أس للوحدة في فبراير 1943 كبدائل عن الخسائر.
في 14 يناير 1943، قامت القوات السوفيتية بتعطيل واستولت على إحدى دبابات تايجر التابعة للكتيبة خلال عملية سبارك بالقرب من لينينغراد. تم الإستيلاء على دبابة أخرى بعد عدة أيام. تم جلب كلا دبابتي تايجر بسرعة إلى منشأة الدروع التجريبية Kubinka حيث تم تحليلهما بدقة لتطوير وتنظيم استراتيجيات لمواجهة الدبابة بعد 4 أشهر فقط من ظهورها الأول في ساحة المعركة.
في 1 أبريل 1943، تم تشكيل سرية ثانية وثالثة. تم شحن 31 من دبابات تايجر إلى الوحدة في منتصف إلى أواخر مايو 1943، وأوصلوا الكتيبة إلى قوتها الكاملة. في يونيو 1943، بسبب التغيير في تنظيم كتائب الدبابات الثقيلة، تم تجهيز السرية الأولى بالكامل بدبابات تايجر 1 أس، بدلاً من مزيج من دبابات تايجر وبانزر 3 أس.
شاركت الكتيبة في اشتباكات على الجبهة الشرقية خلال عامي 1943 و1944. عملت الوحدة حول بحيرة لادوغا في الفترة من يوليو إلى سبتمبر 1943  ونيويل، بالقرب من بيلاروسيا خلال نوفمبر وديسمبر 1943 تغطي انسحاب القوات الألمانية من منطقة لينينغراد. أتخذت الكتيبة نارفا في إستونيا مقرا لها، من فبراير إلى أبريل 1944. قاتلت الكتيبة في بليسكو في أبريل ومايو 1944،  ثم حول إلى دونابورج، لاتفيا في يوليو.
لم تتلق الكتيبة سوى عدد قليل من دبابات تايجر 2 أس. تم أخذ آخر 13 دبابة تايجر 2 أس مباشرة من المصنع من قبل أطقم السرية الثالثة التابعة لكتيبة 510 والسرية الثالثة لكتيبة 502 في 31 مارس 1945. تلقت الوحدة ثماني دبابات تايجر زشاركت الدبابات في القتال في 1 أبريل 1945.
كما خدمت كتيبة الدبابات الثقيلة 502 على الجبهة الغربية. بحلول نهاية الحرب، دمرت الكتيبة حوالي 1400 دبابة وفقدت 107 من دباباتها في ظروف قتالية وغير قتالية مثل التخلي عنها طاقمها أو المشاكل التقنية التي كانت متكررة للدبابات الألمانية الثقيلة. وهذا يمنحهم نسبة قتل وخسارة إجمالية تبلغ 13.08، مما يجعلهم أفضل كتيبة دبابات ثقيلة على الجبهة الغربية.

## إعادة تشكيلها كالكتيبة 511
تم إعادة تسمية كتيبة الدبابات الثقيلة 502 إلى 511 في 5 يناير 1945. بسبب عدم وجود دبابات تايجر 2 أس، تم تسليح الكتيبة بمزيج من دبابات تايجر 1 أس وتايجر 2 أس ومدمرات الدبابات هتزر. قاتلت على الجبهة الشرقية حتى 27 أبريل عندما تم حل الكتيبة. استسلمت للجيش الأحمر في 9 مايو. وبحلول ذلك الوقت، تم توزيد الكتيبة 105 دبابة تايجر 1 أس وثمانية دبابات تايجر 2 أس. وزعمت تدمير 1400 دبابة معادية  و2000 مدفع.

## الحواشي
1. 1 2  Doyle and Jentz. Tiger I Heavy Tank, p. 21
2. ↑  Schneider pp. 3–4
3. ↑  Klages, p. 4
4. ↑  Schneider pp. 76–77
5. ↑  Schneider pp. 79–81
6. ↑  Schneider pp. 81–82
7. ↑  Schneider pp. 82–83
8. ↑  Doyle and Jentz. Kingtiger Heavy Tank, p. 39
9. ↑  Wilbeck. Sledgehammers: Strengths and Flaws of Tiger Tank Battalions in World War II, p.186 & 188 (Table 5 & 6)
10. ↑  Schneider, p. 112
11. ↑  Klages, p. 9
12. ↑  Schneider, p. 92